# 蓮光寺 (岡山市)
蓮光寺（れんこうじ）は、岡山県岡山市北区建部町吉田にある寺院。山号は江久山。旧本山は京都妙覚寺、生師法縁。
旧建部町には龍渕寺、眞淨寺、妙福寺、孝徳寺、定林寺、妙泉寺、妙円寺、妙浄寺、成就寺等がある。

## 歴史
長禄元年（1457年）津高郡鹿瀬の領主丹生民部が建立した真言寺院が起源という。永禄年間（1558年‐1570年）に金川城主松田左近将監元成によって再興され日蓮宗に改宗した。
元和9年（1623年）丹生院と改称された。寛永13年（1636年）一如院日昌（7世）の代に江田久左衛門（法名は蓮光）の寄進によって吉田土橋山麓の旧地から現在地へ移転され寺号も現在のものに改めた。

## 境内
- 本堂

## 歴代
- 一如院日昌（7世）

## 交通
- 建部駅より徒歩23分